# Ель-Крам
Ель-Крам (араб. الكرم‎) — місто в Тунісі. Входить до складу вілаєту Туніс. Станом на 2004 рік тут проживало 58 152 особи.